# Publio Elvio Pertinace (figlio)
Publio Elvio Pertinace (latino: Publius Helvius Pertinax; 181 circa – 213) è stato un politico romano, figlio dell'imperatore Pertinace.

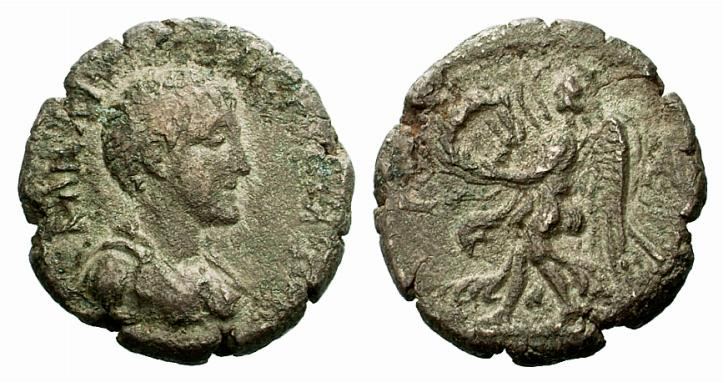

Publio Elvio Pertinace nacque nel 181 circa, dall'omonimo padre, un generale di rilievo sotto l'imperatore Marco Aurelio, e da Flavia Taziana (Flavia Titiana), figlia del senatore Tito Flavio Sulpiciano.
Quando Pertinace divenne imperatore, il 1º gennaio 193, il Senato romano offrì la carica di augusta alla moglie e quella di cesare al figlio: Pertinace rifiutò, affermando che il figlio avrebbe dovuto meritarsi la carica. Malgrado ciò, alcune monete provinciali recano la dicitura "cesare". Pertinace padre venne, però, assassinato dalla guardia pretoriana il 28 marzo di quello stesso anno; è possibile che quando il nonno di Pertinace figlio, Sulpiciano, chiese ai soldati di nominarlo imperatore, lo fece come reggente del nipote, ma, ad ogni modo, i soldati scelsero un altro candidato, il senatore Didio Giuliano.
Giuliano venne però ucciso nella stessa estate del 193 dai sostenitori del nuovo imperatore, il generale Settimio Severo, che era stato un leale servitore di Pertinace padre. Pertinace figlio venne onorato da Severo, che lo fece divenire uno dei flamini (sacerdoti) del culto di Pertinace divinizzato.
Pertinace seguì probabilmente il cursus honorum, giungendo ad essere nominato console suffetto per il 213, carica che veniva tradizionalmente assunta all'età di 32 anni. In quello stesso anno venne messo a morte per volere dell'imperatore Caracalla, il quale si risentì per una battuta fatta da Pertinace: Caracalla aveva infatti assassinato il proprio fratello Geta allo scopo di regnare da solo; Pertinace, allora, suggerì che avrebbe dovuto aggiungere ai suoi titoli – Germanicus, Parthicus, e Arabicus, ottenuto per aver vinto, rispettivamente, i Germani, i Parti e gli Arabi di Edessa – quello di Geticus, un doppio senso per la vittoria sui Geti e per l'uccisione del fratello Geta.